# Vladimír Kočandrle
Vladimír Kočandrle (13. července 1933 Ostrava – 30. března 2017) byl český kardiovaskulární a transplantační chirurg, ředitel pražského Institutu klinické a experimentální medicíny (IKEM). Byl ustanoven vedoucím týmu, který v roce 1984 provedl první úspěšnou transplantaci srdce nejen v Československu, ale i v celém východním bloku Této operace, kterou nakonec provedl prof. MUDr. Pavel Firt, CSc. se účastnil jako asistent.

## Život a kariéra
Vladimír Kočandrle vystudoval lékařskou fakultu Univerzity Karlovy. Absolvoval roční stáž v USA. V IKEM začal pracovat v 60. letech, v roce 1966 se podílel na první úspěšné československé transplantaci ledviny.
Jako ředitel vedl IKEM po sedm let od roku 1983. Organizačně zajišťoval první úspěšnou transplantaci srdce nejen v Československu, ale i v tehdejším východním bloku, kterou v roce 1984 provedl tým kardiochirurga profesora Pavla Firta. Technik Josef Divina, kterému bylo 44 let, při ní získal srdce o devět let mladšího muže, se kterým žil dalších 13 let.
Od roku 1962 byl Kočandrle členem KSČ, od roku 1986 kandidátem ÚV KSČ. V roce 1990 byl z vedení IKEM bez zdůvodnění odvolán.
V letech 1991 až 1993 pak pracoval ve vojenské nemocnici Walter Reed Army Medical Center ve Washingtonu, kde zavedl program kombinovaných transplantací slinivky břišní a ledvin.

## Rodina
Jeho manželkou byla česká basketbalistka Zdeňka Kočandrlová. Jeho syn Vladimír je hudebník, skladatel, producent a hudební podnikatel.